# Найман, Майкл
Майкл Лоренс Найман (англ. Michael Laurence Nyman; род. 23 марта 1944, Лондон) — британский композитор-минималист, музыкальный критик и теоретик. Получил широкую известность благодаря своей музыке к фильмам Питера Гринуэя.

## Юность
Найман родился в Стратфорде, Лондон, в семье светских еврейских скорняков, иммигрировавших из Польши.
Он получил образование в начальной школе сэра Джорджа Мону в Уолтемстоу. Учился в Королевском колледже Лондона и в Королевской академии музыки у Алана Буша и Тёрстона Дарта , сосредоточив внимание на фортепиано и музыке барокко XVII века. Он получил мемориальную премию Говарда Карра за композицию в июле 1964 года. В 1965—1966 годах Найман получил место жительства в Румынии для изучения народной песни при поддержке стипендии Британского совета.

## Карьера
В качестве музыкального критика сотрудничал с журналами The Spectator, The Listener и The New Statesman. В 1974 году опубликовал книгу «Экспериментальная музыка: Джон Кейдж и после него».
Сотрудничество композитора с кинорежиссёром Питером Гринуэем, принёсшее Найману мировую известность, началось в 1976 году, но познакомились они значительно раньше:

— Мы с Питером повстречались, потому что школьная подруга моей сестры знала нас обоих, она сказала мне, что Питер снимает фильмы, а ему – что я пишу музыку. Мы быстро подружились. Это было в 1961 году. Следующие 15 лет мы были друзьями, но не работали вместе, и только в 1976 году я начал сочинять музыку к его фильмам. Надо сказать, до того Гринуэй снимал фильмы, которым музыка была не особенно нужна. Так совпало, что в тот момент началась и моя карьера композитора-минималиста – или постминималиста, как хотите, так и назовите... Момент был очень удачный. Следующие 15 лет мы все время работали вместе, я написал музыку к двум десяткам его фильмов, наверное. Мы испытывали друг к другу искреннее уважение, нам нравилась наша независимость, наша взаимозависимость...
Минималистичная, подчас монотонная музыка Наймана к фильмам Гринуэя (в том числе «Отсчёт утопленников», «Книги Просперо», «Повар, вор, его жена и её любовник») стала неотъемлемой частью этих картин. Примеры других работ Наймана в кино — музыка к фильмам «Месье Ир» П. Леконта, «Гаттака» Эндрю Никкола и «Пианино» Джейн Кэмпион. В 1995 году создаёт новое музыкальное оформление к этапному немому фильму Дзиги Вертова — «Человек с киноаппаратом» (1929).
Одна из последних на нынешний день работ Наймана в кино — музыка к нашумевшему фильму Рэя Лориги о жизни Святой Тересы «Тереса, тело Христово» (2007).
27 сентября 2010 года Найман выпустил альбом «Музыка к Вертову». Пластинка включает саундтреки, написанные Найманом к двум фильмам его любимого режиссёра Дзиги Вертова — «Одиннадцатый» и «Шестая часть мира».
В начале сентября 2011 года в интервью «Российской газете» Майкл Найман объявил, что работает над своим вариантом саундтрека к фильму Сергея Эйзенштейна «Броненосец „Потёмкин“». На этой почве возможно возобновление сотрудничества с Питером Гринуэем, который 1 декабря приступает к съёмкам фильма «Эйзенштейн в Гуанахуато».

## Творчество

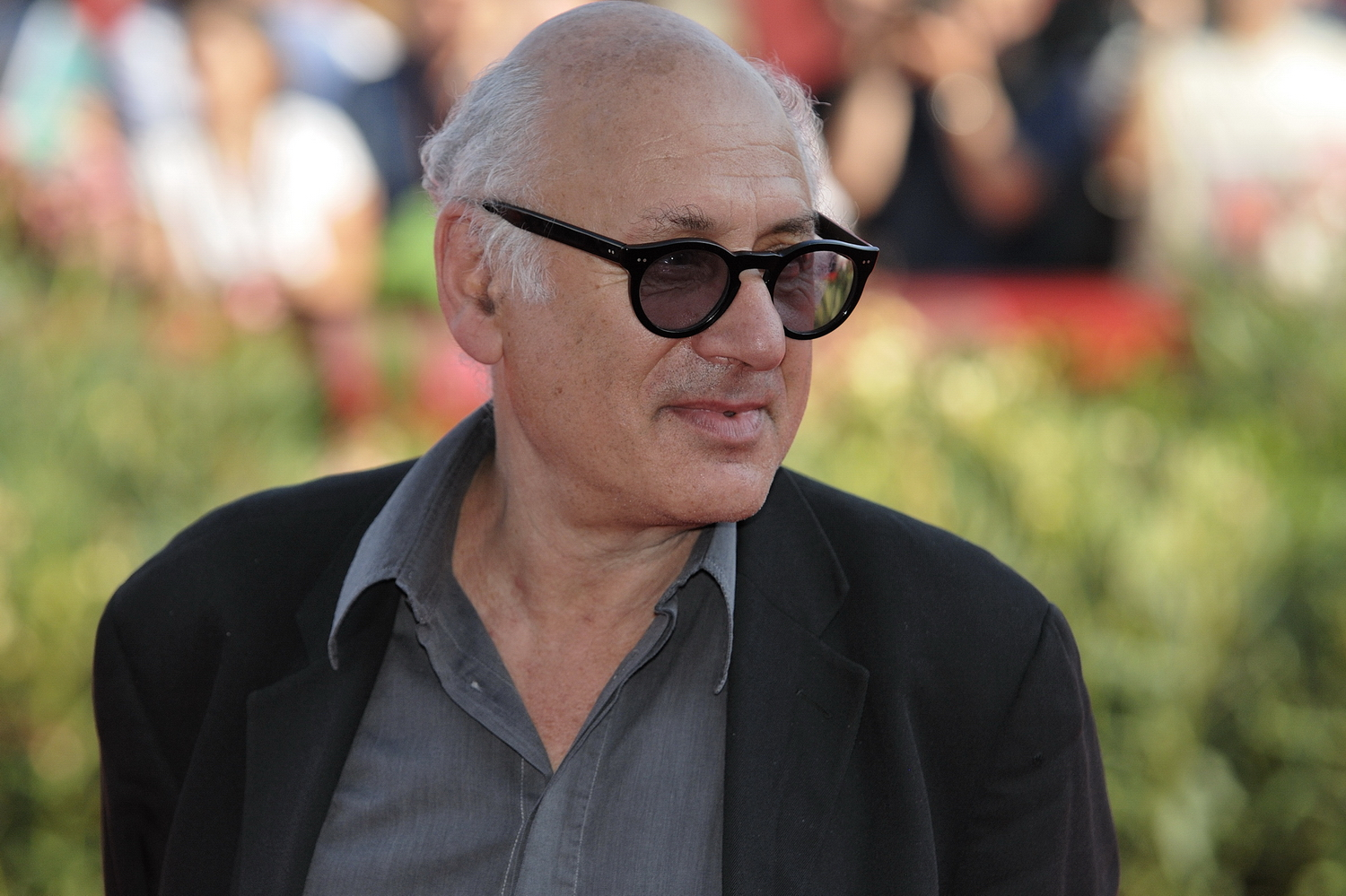
Найман в 2009 году

Кроме «серьёзной» музыки (опер, балетов, концертов, струнных квартетов и т. п.) Найман создаёт произведения и в других направлениях: он является автором саундтрека к компьютерной игре Enemy Zero, поп- и рок-композиций, созданных в соавторстве с Дэймоном Албарном и Дэвидом МакЭлмонтом. Ему принадлежат песни на стихи Шекспира, Рембо, Целана.
В молодости Найман увлекался музыкой эпохи барокко, что нашло впоследствии отражение в его композициях для исторических фильмов (Контракт рисовальщика).
В 1976 году Найман создал камерный оркестр «Кэмпиелло-бэнд», позже переименованный в «Майкл Найман бэнд» (англ. Michael Nyman Band). В этом оркестре средневековые инструменты соседствуют с современными, а репертуар составляют музыкальные темы Наймана из кинофильмов, его оперы, а также мировая классика.

### Произведения
- «Дидона» (2012) — опера о создании оперы Генри Перселла «Дидона и Эней» и её первой постановке в девичьем пансионе в Челси. Премьера доверена театру оперы и балета им. Чайковского в Перми[9][10].

## Собственные фильмы
С 1968 года Майкл Найман работает над собственными фильмами, которые снимает на любительскую камеру. Самыми известными фильмами Наймана являются:
- 1968 — Любовь, любовь, любовь / Love Love Love[11]
- 1997 — Москва 11:19:31 / Moscow 11:19:31
- 2010 — Найман с киноаппаратом / NYman With a Movie Camera (ремейк фильма Дзиги Вертова; премьера состоялась 15 сентября 2010 г. во дворе московского института медиа, архитектуры и дизайна «Стрелка»)

В общей сложности авторству Наймана принадлежит около 50 фильмов.

## Личная жизнь
Женат на Аэт Найман. У супругов две дочери — Молли и Марта. Молли пошла по стопам отца и также стала композитором. Она написала музыку к нескольким художественным фильмам (среди которых «Леденец», «Дорога на Гуантанамо» и др.).
Болеет за футбольный клуб «Куинз Парк Рейнджерс».